# 尼布甲尼撒一世
尼布甲尼撒一世（阿卡德語：Nabu-kudurri-usur）是古代巴比伦第四王朝的国王，在位时约为公元前1125-1104年，曾经攻占古代埃兰国的首都蘇薩，奪回馬爾杜克神像，但未能战胜亚述人。